# Mandy de Jongh
Mandy de Jongh (27 de diciembre de 1961) es una deportista neerlandesa que compitió en taekwondo. Ganó una medalla de oro en el Campeonato Mundial de Taekwondo de 1987 y tres medallas en el Campeonato Europeo de Taekwondo entre los años 1984 y 1988.

## Palmarés internacional
| Campeonato Mundial | Campeonato Mundial | Campeonato Mundial | Campeonato Mundial |
| Año                | Lugar              | Medalla            | Categoría          |
| ------------------ | ------------------ | ------------------ | ------------------ |
| 1987               | Barcelona (España) | Medalla de oro     | –70 kg             |
| Campeonato Europeo |                    |                    |                    |
| Año                | Lugar              | Medalla            | Categoría          |
| 1984               | Stuttgart (RFA)    | Medalla de bronce  | –68 kg             |
| 1986               | Seefeld (Austria)  | Medalla de oro     | –70 kg             |
| 1988               | Ankara (Turquía)   | Medalla de oro     | –70 kg             |